# Кольцов, Дмитрий Алексеевич
Дмитрий Алексеевич Кольцов (26 мая 1988, Москва, РСФСР, СССР — 10 июня 2019, Лос-Анджелес, США) — российский сноубордист, скейтбордист и серфер, призер многочисленных соревнований, мастер спорта России и член сборной России по сноуборду (2011/2012).

## Призовые места на соревнованиях
- Соревнования по слоупстайлу в Ново-Переделкино (2005);
- DC Kirovsk Lab 2010 «ПРОбойня» — 2 место (Кировск, Россия, 2010);[3]
- Adrenalin Games 2011 — 2 место (Московская Область, Россия, 2011);[4]
- Кубок России в хаф-пайпе (Ижевск, Россия, 2012) — 3 место;[5]

## Участие в видео
- Фильм о сноубординге «Пудра» (2010);[6]
- Nasmark от LSDivision;[7]
- Российский кинопроект «Что это?»;[8]
- «ESHKERMENE» от LSDivision (2012);[9]

## Номинации
- Райдер Года 2010 от сайт Snowlinks.ru;[10]
- Russian Snowboard Awards 2011 в категории «Райдер года»;[11]
- Russian Snowboard Awards 2012 в категории «Райдер года» и «Народный Герой»;[12]

## Спонсоры
В разное время Дмитрий представлял в России такие бренды, как Quiksilver, Skullcandy, Signal, SP, ThirtyTwo, IS Eyewear.

## Гибель
Убит 10 июня 2019 года в 16:50 по местному времени в Даунтауне Лос-Анджелеса в результате выстрела из пистолета. Стрелявшим оказался Ретт Маккензи Нельсон. Спустя час после убийства Кольцова он стрелял в помощника шерифа Джозефа Солано, который скончался в больнице 12 июня 2019 года.
Нельсон был арестован 11 июня 2019 года, ему грозит смертная казнь или пожизненное заключение. Семья убийцы утверждает, что у Нельсона были психологические проблемы и злоупотребление наркотиками. Он не состоял на учёте в психиатрической клинике. Мотивы убийства не ясны.
Похоронен 7 июля 2019 года на Троекуровском кладбище в Москве.